# Jean-Joseph Johannot
Pour les articles homonymes, voir Johannot.
Jean-Joseph Johannot, né le 30 juin 1748 à Genève (République de Genève), mort le 15 janvier 1829 à Échandens (Suisse, canton de Vaud), est un homme politique de la Révolution française. 
Il est député à la Convention nationale, où il est le principal membre du Comité des finances au printemps 1795, puis au Conseil des Anciens. 

## Biographie

### Origines familiales
Jean-Joseph Johanot est issu d'une famille huguenote, originaire d'Ambert (département du Puy-de-Dôme), qui s'installe d'abord à Annonay (département de l'Ardèche) où elle fonde une papeterie, puis dans le canton de Vaud, en Suisse, après la révocation de l'édit de Nantes. 

### Carrière dans le négoce
Jean-Joseph Johanot est négociant en indiennes. En 1782, lors de la Révolution genevoise, il est élu au Conseil des Deux-Cents. En 1783, il émigre à Bruxelles. Il est associé à Étienne Clavière au sein de la manufacture de toiles Senn Bidemann et Cie,. 

### Mandat à la Convention
La monarchie constitutionnelle, mise en application par la constitution du 3 septembre 1791, prend fin à l'issue de la journée du 10 août 1792 : les bataillons de fédérés bretons et marseillais et les insurgés des faubourgs de Paris prennent le palais des Tuileries. Louis XVI est suspendu et incarcéré, avec sa famille, à la tour du Temple.
En septembre 1792, Jean-Joseph Johanot, alors président du département du Haut-Rhin, est élu député du département, le quatrième sur sept, à la Convention nationale. 

Il siège sur les bancs de la Plaine. Lors du procès de Louis XVI, il vote la mort, rejette l'appel au peuple, mais se prononce en faveur du sursis à l'exécution de la peine. Il déclare, lors du troisième appel nominal, relatif  à la peine à infliger : 
La mort, avec la restriction de Mailhe. 
Le 13 avril 1793, il est absent lors du scrutin sur la mise en accusation de Jean-Paul Marat. Le 28 mai, il est également absent lors du scrutin sur le rétablissement de la Commission des Douze. 
Depuis cette époque, Johannot se voua presque exclusivement à l'étude des questions administratives et financières, et fit constamment partie du Comité des finances, dont il devint le membre le plus influent après la disgrâce de Cambon (1795). 
Il proposa de lever le séquestre mis sur les biens des étrangers dont les gouvernements sont en guerre avec la France, fit sur l'amélioration du commerce, sur « l'état actuel du crédit public », divers rapports importants qui le firent accuser d'avoir contribué au discrédit des assignats; fut l'auteur d'un projet portant résiliation des biens non vendus, aux familles des condamnés, pour toute autre cause que l'émigration ; prit part aux débats sur le régime hypothécaire, et demanda que les comités du commerce, des finances et de salut public réunis présentassent un projet « qui ferme la porte aux intrigants et aux fripons ». 
Sous le Directoire, en vendémiaire an IV (octobre 1795), Jean-Joseph Johanot est réélu député et siège au Conseil des Anciens. Il est tiré au sort pour quitter le Conseil le 1er prairial an V (le 20 mai 1797). 
Il s'occupa, comme précédemment, de questions financières, se prononça contre les résolutions proposées par la trésorerie nationale, pour celles sur l'emprunt forcé, contre celles sur l'apurement de l'ancienne comptabilité, sur les douanes et sur l'embauchage, appuya la fixation en francs des traitements évalués en myriagrammes (en nature), fut secrétaire du Conseil des Anciens, et intervint dans plusieurs débats spéciaux. 
Jean Johannot sorti du Conseil des Anciens le 20 mai 1797 et s'installa à Vaucresson, acquérant le domaine de Jardy, dont il fut maire de 1799 à 1810. À Paris, il possède la maison de banque Johannot, Martin et Cie.
Il se lia d'affaires à Michel Simons en 1797 et retourna à Paris en 1800, où été établie, au 2 de la place Vendôme, la société Johannot, Jaquet, Senn et Cie.
Bien qu'il ne fût pas personnellement atteint par la loi du 12 janvier 1816, il crut devoir quitter la France et se retira en Suisse.
Il est le père de Jean-Daniel Johannot, directeur général du mouvement général des fonds au ministère des Finances.